# Bordereau récapitulatif des cotisations
Pour les articles homonymes, voir BRC.
Le bordereau récapitulatif des cotisations (ou BRC) est un document au moyen duquel les entreprises françaises communiquent, chaque mois ou chaque trimestre, à l'Union de recouvrement des cotisations de sécurité sociale et d'allocations familiales le détail des sommes qu'elles ont versées au titre de la sécurité sociale.